# Kellett K-2
Le Kellett K-2 était un autogire utilitaire biplace américain, développé a début des années 1930 par le constructeur Kellett Autogiro Corporation. Il fut développé en deux versions disposant de moteurs plus puissants, qui reçurent les désignations de K-3 et K-4.

## Conception et développement
Côté caractéristiques, il était similaire aux autogires Cierva et Pitcairn (en) de son époque : il disposait d'un fuselage de type « avion » avec un moteur dans le nez, surmonté par un mat rotor. Comme certains des concepts Cierva, le K-2 disposait lui aussi d'ailettes fixes pour créer une portance additionnelle, ainsi que d'ailerons pour le contrôle latéral. Le pilote et un passager pouvaient prendre place côte-à-côte dans un cockpit ouvert, mais une verrière escamotable — assez similaire à celle d'une automobile cabriolet — était disponible en option.
Le premier vol eut lieu le 24 avril 1931, et la certification par le département du Commerce des États-Unis fut accordée le 27 mai. Kellett construisit une série de douze K-2, et l'appareil fut évalué par l'US Army comme machine à vol lent devant assurer des missions de reconnaissance aérienne pour surveiller les mouvements des troupes ennemies. Ses performances furent cependant jugées comme trop limitées pour l'usage militaire.
Le K-3, conçu en 1932, était virtuellement identique, mais disposait d'un moteur à 5 cylindres en étoile Kinner C-5 (en) de 210 ch (160 kW) à la place du Continental d'origine. L'une de ces machines (no  de série 18, registre NR12615) devint le premier aéronef à voilure tournante à voler au-dessus de l'Antarctique, lorsqu'il fut utilisé par Richard Byrd lors de sa deuxième expédition antarctique, en 1933 et 1934. Il s'écrasa en Antarctique le 28 septembre 1934 et fut abandonné sur place. Deux K-3 furent également vendus au Bureau de la Guerre japonais

## Versions
- K-2 : Version originale, dotée d'un moteur à 7 cylindres en étoile Continental A-70 de 165–170 ch. Elle fut Produite à 12 exemplaires ;
  - K-2A : Version dotée d'un moteur Continental R-670. Quatre exemplaires obtenus par conversion d'exemplaires de K-2 ;
- K-3 : Version dotée d'un moteur à 5 cylindres en étoile Kinner C-5 (en) de 210 ch (160 kW). Quatre appareils furent construits, plus deux K-2 convertis ;
- K-4 : Version dotée d'un moteur Continental R-670. Un exemplaire obtenu par conversion d'un K-2.

## Exemplaire préservé
Un K-2 (no  de série 2, initialement enregistré sous le code NC10767) a été découvert abandonné en ruines dans une grange et restauré en condition de vol en 2002 par Al Letcher, de Mojave, en Californie. Cette machine avait été utilisée au cours de l'évaluation par l'US Army de 1931, et est exposée depuis 2008 au National Museum of the United States Air Force, à Dayton, dans l'Ohio.